# Campeonato Europeo de Judo de 2025
El LXXIII Campeonato Europeo de Judo se celebró en Podgorica (Montenegro) entre el 23 y el 27 de abril de 2025 bajo la organización de la Unión Europea de Judo (EJU) y la Federación de Montenegro de Judo.
Las competiciones se realizaron en el Centro Deportivo Morača de la capital montenegrina.

## Medallistas

### Masculino
| Evento          | Oro                            | Plata                             | Bronce                                                     |
| --------------- | ------------------------------ | --------------------------------- | ---------------------------------------------------------- |
| –60 kg (23.04)  | Guiorgui Sardalashvili Georgia | Ayub Bliyev · IJF                 | Əhməd Yusifov Azerbaiyán Luka Mkheidze Francia             |
| –66 kg (23.04)  | Daikii Bouba Francia           | Murad Chopanov · IJF              | Luukas Saha · Finlandia · Walide Khyar · Francia           |
| –73 kg (24.04)  | Danil Lavrentiev · IJF         | Manuel Lombardo · Italia          | Joan-Benjamin Gaba Francia Rəşid Məmmədəliyev Azerbaiyán   |
| –81 kg (25.04)  | Timur Arbuzov · IJF            | Tato Grigalashvili Georgia        | Matthias Casse · Bélgica · Zelim Tçkayev · Azerbaiyán      |
| –90 kg (25.04)  | Christian Parlati · Italia     | Maxime-Gaël Ngayap Hambou Francia | Murad Fətiyev Azerbaiyán Ivailo Ivanov Bulgaria            |
| –100 kg (26.04) | Ilia Sulamanidze Georgia       | Zelim Kotsoyev Azerbaiyán         | Simeon Catharina · Países Bajos · Gennaro Pirelli · Italia |
| +100 kg (26.04) | Inal Tasoyev · IJF             | Valeri Yendovitski · IJF          | Erik Abramov · Alemania · Lukáš Krpálek · República Checa  |

### Femenino
| Evento         | Oro                              | Plata                       | Bronce                                                          |
| -------------- | -------------------------------- | --------------------------- | --------------------------------------------------------------- |
| –48 kg (23.04) | Shirine Boukli Francia           | Catarina Costa Portugal     | Assunta Scutto · Italia · Andrea Stojadinov · Serbia            |
| –52 kg (23.04) | Distria Krasniqi Kosovo          | Odette Giuffrida · Italia   | Naomi van Krevel · Países Bajos · Ariane Toro · España          |
| –57 kg (24.04) | Seija Ballhaus · Alemania        | Eteri Liparteliani Georgia  | Martha Fawaz · Francia · Veronica Toniolo · Italia              |
| –63 kg (24.04) | Renata Zachová · República Checa | Clarisse Agbegnenou Francia | Joanne van Lieshout · Países Bajos · Carlotta Avanzato · Italia |
| –70 kg (25.04) | Szofi Özbas · Hungría            | Elisávet Teltsidu · Grecia  | Lara Cvjetko · Croacia · Aleksandra Andrić · Serbia             |
| –78 kg (26.04) | Patrícia Sampaio Portugal        | Anna Monta Olek · Alemania  | Yuliya Kurchenko · Ucrania · Fanny Posvite · Francia            |
| +78 kg (26.04) | Romane Dicko Francia             | Raz Hershko Israel          | Asya Tavano · Italia · Elis Startseva · IJF                     |

## Medallero
| Núm. | País            | Oro | Plata | Bronce | Total |
| ---- | --------------- | --- | ----- | ------ | ----- |
| 1    | IJF             | 3   | 3     | 1      | 7     |
| 2    | Francia         | 3   | 2     | 5      | 10    |
| 3    | Georgia         | 2   | 2     | 0      | 4     |
| 4    | Italia          | 1   | 2     | 5      | 8     |
| 5    | Alemania        | 1   | 1     | 1      | 3     |
| 6    | Portugal        | 1   | 1     | 0      | 2     |
| 7    | República Checa | 1   | 0     | 1      | 2     |
| 8    | Hungría         | 1   | 0     | 0      | 1     |
| 8    | Kosovo          | 1   | 0     | 0      | 1     |
| 10   | Azerbaiyán      | 0   | 1     | 4      | 5     |
| 11   | Grecia          | 0   | 1     | 0      | 1     |
| 11   | Israel          | 0   | 1     | 0      | 1     |
| 13   | Países Bajos    | 0   | 0     | 3      | 3     |
| 14   | Serbia          | 0   | 0     | 2      | 2     |
| 15   | Bélgica         | 0   | 0     | 1      | 1     |
| 15   | Bulgaria        | 0   | 0     | 1      | 1     |
| 15   | Croacia         | 0   | 0     | 1      | 1     |
| 15   | España          | 0   | 0     | 1      | 1     |
| 15   | Finlandia       | 0   | 0     | 1      | 1     |
| 15   | Ucrania         | 0   | 0     | 1      | 1     |
|      | TOTAL           | 14  | 14    | 28     | 56    |